# Robert Ripley
 (mars 2018).
Si vous disposez d'ouvrages ou d'articles de référence ou si vous connaissez des sites web de qualité traitant du thème abordé ici, merci de compléter l'article en donnant les références utiles à sa vérifiabilité et en les liant à la section « Notes et références ».
LeRoy Robert Ripley (né le 22 février 1890 à Santa Rosa (Californie) et mort le 27 mai 1949 à New York (État de New York)), plus connu sous le nom de Robert Ripley, est un dessinateur, entrepreneur, anthropologue, explorateur, aventurier et reporter américain. 
Il est le créateur de la célèbre franchise Believe It or Not ! qui comprend des rubriques de journaux, des émissions de télé et de radio ainsi que des livres, dans lesquels il rapporte les faits hors du commun qu’il a glanés lors de ses nombreux voyages dans le monde entier.
Les sujets abordés par les dessins et les écrits de Ripley vont des exploits sportifs aux anecdotes méconnues sur des lieux exotiques. Mais ce qui a fait la popularité de son concept est sans doute sa volonté d’intégrer des articles envoyés par les lecteurs. Ceux-ci envoyaient des histoires couvrant des sujets divers : des légumes à la forme étrange, des animaux domestiques avec de drôles de taches, etc. Ils documentaient leur anecdote d’une photo, qui pouvait ensuite être reprise dans les dessins de Ripley.
Aussi connu que Walt Disney, surnommé le « Marco Polo des temps modernes », nommé « homme le plus populaire des États-Unis » par le New York Times, plus demandé que le Président, Ripley a voyagé dans 201 pays en 35 ans, et voici ce qu’il en disait : « J’ai voyagé dans 201 pays, et ce que j’ai vu de plus étrange, c’est l’homme. ».

## Biographie
Robert Ripley fait son premier tour du monde en 1922, et commence à écrire un journal de bord, en feuilleton. C’est ce qui l’a amené à aborder un nouveau sujet dans ses dessins : les cultures et lieux étranges et exotiques. Parce qu’il prend très au sérieux la véracité de ses travaux, Ripley engage en 1923 un chercheur polyglotte du nom de Norbert Pearlroth, pour l’assister à temps complet. En 1926, sa rubrique passe du journal The New York Globe (en) au New York Post

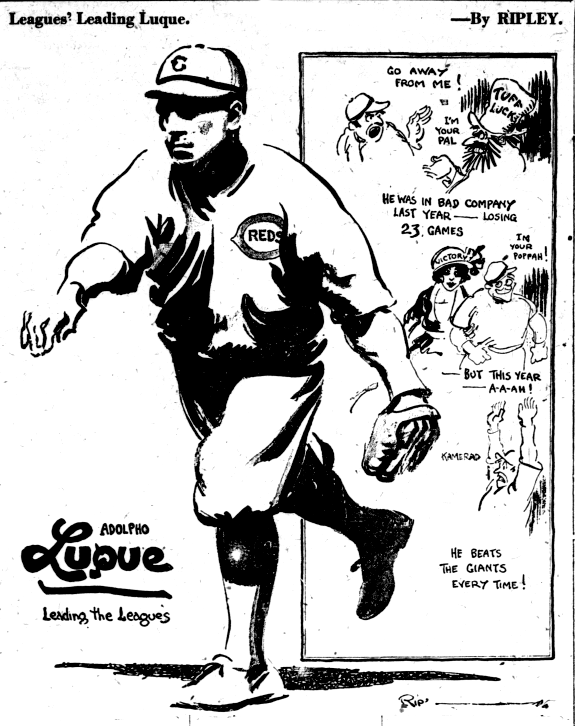
Dolf Luque, caricature dessinée par Ripley en 1923

Pendant les années 1920, Ripley continue à élargir son champ de travail, et sa popularité augmente. En 1925, il publie un journal de voyage, ainsi qu’un guide des règles du handball. En 1926, il devient champion de handball de l’État de New York, et écrit un livre sur la boxe. Sa réputation d’auteur et d’artiste polyvalent attire l’attention de William Randolph Hearst, magnat de la presse écrite et directeur du King Features Syndicate. En 1929, c’est grâce à Hearst que Believe It or Not ! fait ses débuts dans dix-sept journaux à travers le monde. Le succès de la série étant ainsi assuré, Ripley profite de sa popularité pour faire publier sous forme de livre ses rubriques journalistiques.
Le 3 novembre 1929, il dessine une planche sur laquelle on lit : « Incroyable mais vrai, les États-Unis n’ont pas d’hymne national ». Malgré la croyance bien répandue que The Star-Spangled Banner – les paroles de Francis Scott Key posées sur la musique de la chanson anglaise To Anacreon in Heaven – constitue l’hymne américain, le Congrès ne l’avait jamais rendu officiel. En 1931, John Philip Sousa publie son opinion sur la question, et demande à ce qu’un statut officiel lui soit conféré : « c’est l’esprit de la musique qui est inspirant », tout autant que les mots émouvants de Key. Une loi signée le 3 mars 1931 par le président Herbert Hoover adopte The Star-Spangled Banner comme hymne national officiel des États-Unis.

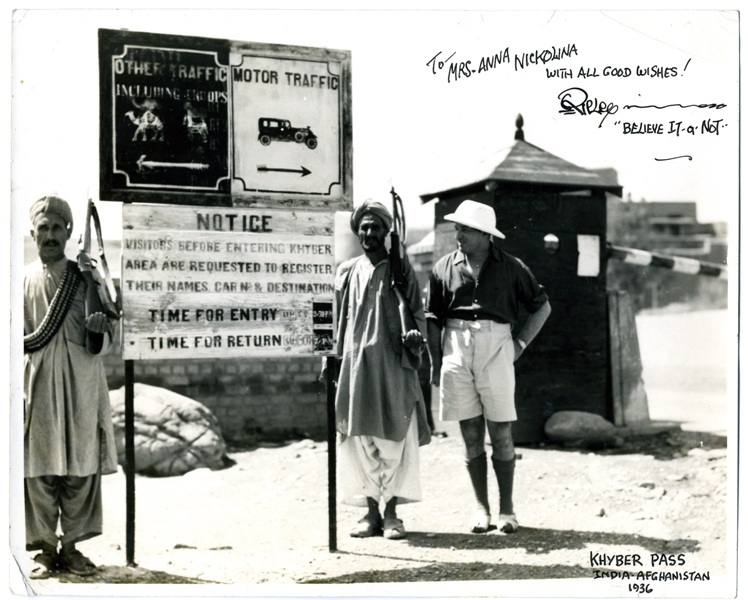
Robert Ripley visitant la passe de Khyber en 1936.

Durant les années 1930, Ripley étend sa présence médiatique à d’autres médias. En 1930, il commence une carrière à la radio, qui durera 14 ans, et s’associe avec Doug Storer, producteur de l’émission – association qui durera, elle, 19 ans. Ses voyages sont financés par Hearst, et Ripley continue à parcourir le monde. Il enregistre des émissions de radio en direct dans des pays étrangers, sous l’eau, dans le ciel, au fond de grottes ou encore dans des fosses aux serpents. L’année suivante, il anime le premier d’une série de vingt-quatre courts métrages Believe It or Not ! pour Warner Brothers. King Features publie également un deuxième volume de Believe It or Not ! C’est en 1933, après un voyage en Asie, que Ripley ouvre son premier musée, le Bizzarorium, à Chicago. Le concept connaît un vif succès, et des musées similaires ouvrent à San Diego, Dallas, Cleveland, San Francisco, New York…
On estime que la série de dessins de Ripley comptait 80 millions de lecteurs à travers le monde. On dit même qu’il recevait plus de courrier que le Président des États-Unis. Devenu un homme riche, possédant des maisons à New York et en Floride, il resta toujours proche de ses racines et de sa ville natale de Santa Rosa en Californie.
Pendant la Seconde Guerre mondiale, Ripley se concentre sur des œuvres de charité, et abandonne ses voyages. Après la guerre, il reprend ses efforts médiatiques. En 1948, Believe It or Not ! fête ses trente ans, et l’émission de radio se termine, pour être remplacée par une série télévisée. Ripley prend alors un gros risque, étant donné le peu de foyers américains équipés de télévisions à l’époque. Ripley ne put tourner que treize épisodes avant de tomber gravement malade. On raconte même qu’il aurait fait un malaise lors de l’enregistrement de sa dernière émission.
Son état de santé s’aggrave et, le 27 mai 1949, il succombe à une crise cardiaque à New York. Il est enterré dans sa ville natale de Santa Rosa, au Oddfellows Lawn Cemetery.

## Héritage
Les idées de Ripley continuent à vivre grâce à Ripley Entertainment, la société qui porte son nom. Elle fait partie depuis 1985 du Jim Pattison Group, l’une des sociétés privées les plus importantes du Canada.
Ripley Entertainment diffuse des émissions de télévision nationales, publie des articles sur des faits étranges, expose des objets dans des musées à travers le monde, et possède des attractions variées (aquariums, mini-golfs, musées de cire, trains touristiques, manoirs hantés…).
Aujourd’hui, l’empire international de Ripley comprend 32 musées, 3 aquariums, 90 attractions dans 10 pays différents, et des archives riches de 25 000 photos et 100 000 dessins.

## Dates clés
(mai 2015).
1890 : naissance à Santa Rosa (Californie).
1906-1913 : joue au baseball en semi-professionnel.
1909 : publie des dessins au San Francisco Chronicle
1912-1913 : quitte San Francisco pour New York. Publie ses dessins dans le New York Globe
1918 : première planche de dessins Believe It or Not ! (Incroyable mais vrai !), publiée dans le New York Globe sous le titre Champs and Chumps (champions et idiots).
1922 : premier tour du monde en explorateur, écrit son journal de bord.
1925 : exploration de l’Amérique du Sud.
1929 : premier livre Believe It or Not !
1930-1940 : une décennie de voyages et d’émissions de radio.
1931-1932 : joue dans des documentaires.
1932 : exploration du Far West.
1933 : ouverture du premier Bizzarorium à Chicago lors de l’exposition universelle.
1934 : première émission de radio diffusée en direct dans le monde entier.
1937 : publication dans Believe It or Not ! des premiers dessins de Charles Schulz, créateur de Snoopy.
1940 : visite son 201e pays.
1946 : achète la jonque chinoise Mon Lei.
1948 : fin de l’émission de radio. Les trente ans de Believe It or Not ! sont célébrés en grande pompe lors d’une fête costumée à New York.
1949 : se lance dans la télé, avec la première émission de « téléréalité ».
1949 : meurt d’une crise cardiaque.
1950 : ouverture du premier Bizzarorium permanent en Floride.

## Parodie
L'émission de Robert Ripley Believe it or not  (croyez le ou non) était extraordinairement populaire dans les années 1930 , il n'est donc pas étonnant qu'elle ait été spirituellement parodiée, par nul autre que Tex Avery, dans un petit dessin animé de la Warner (série des Merrie Melodies) intitulé Believe it...or Else (croyez çà...ou autre chose) , reprenant le format des courts métrages de Ripley pour présenter des phénomènes hautement improbables comme le sketch de l'hindou charmeur de serpents où c'est le cobra qui joue de la flûte et l'hindou (sorti d'une lampe comme le génie d'Aladin) qui danse au son d'une musique envoûtante.